# Sanananda
Sanananda est un village de Papouasie-Nouvelle-Guinée. Le village fut envahi en juillet 1942 par l'Armée impériale japonaise lors de l'invasion de Buna-Gona.
La zone environnante autour du village devint une zone fortifiée, il fut à ce titre d'ailleurs le dernier secteur à résister à l'avance des armées américaines et australiennes lors de la bataille de Buna-Gona-Sanananda qui réussissent à neutraliser les dernières positions nippones le 22 janvier 1943.